# 印度共产党（马列）中央组织委员会
印度共产党（马列）中央组织委员会（Central Organising Committee, Communist Party of India (Marxist–Leninist)），简称印共（马列）中组委（COC, CPI(ML)），是印度的一个已不存在的共产主义政党，原印度共产党（马列）的一个主要分裂派系。中组委占据了马哈德夫·慕克吉（Mahadev Mukherjee）领导的亲查鲁·马宗达集团与萨蒂亚纳拉扬·辛格领导的反马宗达集团之间的中间位置。中组委不能清晰地表达共同的意识形态立场，不久就内部分裂。中组委的两个分裂组织中，安得拉邦部分是印度共产党（毛主义）的前身。

## 慕克吉和夏尔马的分裂，中组委的诞生
中组委的出现始于1973年，因为旁遮普地区分支前书记和原印共（马列）中央委员会成员夏尔马（Sharma，Jagjit Singh Sohal）开始远离后期印共（马列）总书记查鲁·马宗达。 夏尔马已成为印共（马列）亲马宗达派的书记，但很快与该派别的另一主要领导人马哈德夫·慕克吉形成分歧。 夏尔马开始远离马哈德夫消灭阶级敌人的路线以及最初的印共（马列）口号“中国的主席就是我们的主席”。 慕克吉宣布开除夏尔马的党籍。 1973年10月，夏尔马组建了一个新的中央委员会，由他自己、桑尼蒂·戈什（Suniti Ghosh）、Sham Chopra和拉姆·纳特（Ram Nath）组成。 在与许多邦委员会建立联系之后，夏尔马领导的小组将印共（马列）中组委作为独立的政党于1974年2月建立。 印共（马列）中组委聚集了旁遮普的夏尔马集团、安得拉委员会、西孟加拉邦的桑尼蒂·戈什和北方邦的一些党的干部。 印共（马列）中组委发布了名为《解放》的刊物。 印共（马列）中组委试图统一所有曾在1972年马宗达去世时已成为印共（马列）组成部分的团体，重申马宗达的党是唯一真正的印共（马列）（从而拒绝萨蒂亚纳拉扬·辛格的破产的印共（马列））。

## 在安得拉邦
加入印共（马列）中组委的最强大的团体是康达帕利·西萨拉马亚领导下的安得拉邦委员会。截至1974年，安得拉邦委员会驻扎在那格浦尔。 安得拉邦委员会有五个活跃的武装分队（被称为“达拉斯”（dalams））和一些县级党委。 这些分队继续进行消灭行动。
1974年1月，最初的印共（马列）小队几乎全被拆除，而印共（马列）中组委在1974-1976年重组了小队行动。 印共（马列）中组委小队的活动主要限于特伦甘纳邦。 在Medak地区，由Kotagiri Venkati领导的一个小队特别活跃，1974年发生近30起抢劫事件，1975年发生类似事件。 1976年6月25日Venkati在瓦朗加尔县Mupparam被杀后该小队瓦解。
在安得拉邦的一些地区，印共（马列）中组委动员了针对地主和放债者的纷乱。 印共（马列）中组委试图动员哥达瓦里河森林中的阿迪瓦西人，这项努力没有成功，当地居民中没有建立组织。 在阿嫩达布尔县的Dharmavaram taluq地区，印共（马列）中组委组织农民并夺取了约1000英亩土地。 当运动领袖斯里拉姆鲁姆（Sriramulu）和一些农民被地主杀害时，达摩瓦拉姆（Dharmavaram）的斗争突然结束。印共（马列）中组委在Nizamabad Cement Factory，Usha Engineering和其他地方的工业罢工中发挥了作用。 印共（马列）中组委在海德拉巴縣、普拉喀桑县、內洛爾縣和和那爾貢達縣举办农业工人罢工活动，所有活动都以地主有限的让步结束。安得拉邦委员会也开始组织一些群众组织，如激进学生会和激进青年团。
印共（马列）中组委设法获得革命作家协会（革作协）的知识分子、作家和诗人的支持。 斯里·斯里担任革作协主席。 革作协成员在安得拉邦巡回演出并组织了群众大会，并由来自人民剧团的音乐队陪同。

## 其他邦
另一个加入印共（马列）中组委的团体是喀拉拉邦的群众路线（Mass Line）团体。 在克什米尔，R·P·萨拉夫的团体同意加入印共（马列）中组委，但在现阶段拒绝中央党的观念。相反，萨拉夫要求印共（马列）中组委暂时仅作为协调机构。 同样，北方邦委员会要求印共（马列）中组委应该向所有毛派开放。 印共（马列）中组委不同意萨拉夫和北方邦委员会的建议，这两个团体选择不加入该党。

## 失败的统一战线尝试
1975年，为回应紧急状态，印共（马列）各分支参加了由印共（马列）辛格派（印度共产党（马列）临时中央委员会）组织的会议。团结委员会和印度共产主义革命者团结中心（马列）也参加了会议。会议发表声明，呼吁组建“反法西斯统一战线”。然而，统一战线从未实现，印共（马列）中组委和印共革团结中心（马列）谴责该声明。 此后不久，印共（马列）中组委开始瓦解。

## 《革命之路》和印共（马列）中组委的分裂
印共（马列）中组委从建立开始就遭受了长期的组织危机。 它未能使共产主义革命运动重新团结起来，为党建立共同的思想路线。 相反，有三个不同团体发布的文件：夏尔马、戈什和安得拉邦委员会。 印共（马列）中组委缺乏统一的理论分析。相反，党领导层的成员通过拒绝当时纳萨尔运动的另外两条主线，即马哈德夫·慕克吉和萨蒂亚纳拉扬·辛格而团结一致。印共（马列）中组委不同意没有任何修改的马宗达路线的延续（即慕克吉的位置），但它无法消化辛格的纲领：呼吁经济斗争、群众组织、统战、森林根据地和断然拒绝消灭路线。
1975年10月，三份文件被撤回，《革命之路》（Road to Revolution）被采纳为妥协措施。 《革命之路》认为，印度背景下的主要矛盾是封建主义与广大人民群众之间的矛盾。 它支持武装斗争，但指出，群众组织的斗争也是有效的，而斗争方法将由当地的动态决定。
“革命之路”未能解决印共（马列）中组委的政治危机。 印共（马列）中组委的安得拉邦和比哈尔邦委员会继续坚持消灭阶级敌人的路线。尽管如此，安得拉邦委员会三名委员之一M. Appalasuri，呼吁参加人民院选举。1976年，安得拉邦委员会脱离印共（马列）中组委，后来建立了印度共产党（马列）人民战争。

## 呼吁释放囚犯
在经过1977年人民院选举后，紧急状态下逮捕的许多政治犯被释放。然而，纳萨尔派囚犯没有从这一举措中受益。1977年4月9日，印共（马列）中组委的桑尼蒂·戈什、印度共产党（马列）临时中央委员会的萨蒂亚纳拉扬·辛格、印共（马列）团结委员会的Khokan Majumder和印度共产主义革命者团结中心（马列）的Apurba Roy签署了一份给总理莫拉尔吉·德赛的谅解备忘录，以呼吁无条件释放12000名革命囚犯并恢复公民自由。在反紧急状态斗争中，人民党承诺释放政治犯。然而他们一掌权就违背了这一承诺。

## 进一步瓦解
1977年，拉姆·纳特（Ram Nath）领导的一个派别，聚集了印共（马列）中组委的德里、比哈尔邦和北方邦委员会中的多数派，脱离并组建了印度共产主义联盟（马列）。 桑尼蒂·戈什脱离印共（马列）中组委并继续经营一个名为印共（马列）中组委的小派系。
印共（马列）中组委旁遮普委员会书记Sham Chopra离职并加入T. Nagi Reddy集团。 1979年，夏尔马的印共（马列）中组委又遭遇了另一次分裂，因为旁遮普的一些党派领导人拒绝他对中国的邓小平和三个世界理论的支持。
1982年，印共（马列）中组委的M. Appalasuri派与Bhowani Roy Chowdhury的西孟加拉邦的“印共（马列）统一”组织合并为印度共产党（马列）党团结。